# Diplôme d'études universitaires générales en droit
Pour les articles homonymes, voir Diplôme d'études.
Pour un article plus général, voir Diplôme d'études universitaires générales.
En France, le diplôme d'études universitaires générales en droit (DEUG) est, de 1973 à 2006, le premier diplôme universitaire (niveau bac+2) dans les études juridiques, succédant au Diplôme d'études juridiques générales (DEJG).

## Historique
Le DEUG en droit est créé, en application de l'arrêté du 27 février 1973 instituant le diplôme d'études universitaires générales comme diplôme de premier cycle, par un arrêté spécifique du 1er mars 1973 fixant la liste des matières obligatoires et optionnelles.
Entre 1993 et 1997, le programme est fixé par l'arrêté du 19 février 1993.
À partir de 1997, et jusqu'à l'application de la réforme LMD (en 2004), le programme est fixé par l'arrêté du 30 avril 1997.
La licence en droit, qui comporte 6 semestres d'études, est désormais le premier diplôme universitaire (hors capacité en droit).